# الکساندر هوشچین
الکساندر هوشچین (انگلیسی: Oleksandr Hushchyn; ۵ اوت ۱۹۶۶ – ۱۷ ژانویهٔ ۲۰۰۰) بازیکن فوتبال اهل اوکراین بود.
از باشگاه‌هایی که در آن بازی کرده‌است می‌توان به باشگاه فوتبال زوریا لوهانسک، باشگاه فوتبال چورنومورتس اودسا، و باشگاه فوتبال دینامو کی‌یف اشاره کرد.